# Districtes de Himachal Pradesh
Un districte de Himachal Pradesh és una unitat geogràfica administrativa, encapçalada per un Vicecomissari o Magistrat de Districte, un funcionari que pertany al Servei Administratiu Indi. El magistrat de districte o el vicecomissari són assistits per un cert nombre de funcionaris que pertanyen al Servei Administratiu de Himachal i a altres serveis de l'estat de Himachal.
Un Superintendent de policia, un funcionari que pertany al Servei de Policia Indi rep la responsabilitat del manteniment de la llei i l'ordre i assumptes relacionats del districte. És assistit per funcionaris del Servei de Policia de Himachal i altres funciaris de policia de Himachal.
Un Viceconservador de boscos, un funcionari que pertany al Servei Forestal Indi és el responsables de gestionar els boscos, el medi ambient i afers relacionats amb la fauna del districte. És assistir per funcionaris del Servei Forestal de Himachal i altres funcionaris forestals i de la fauna de Himachal.

## Districtes
| S. No. | Districte      | Àrea en km² | Població  | Seu         |
| ------ | -------------- | ----------- | --------- | ----------- |
| 1      | Bilaspur       | 1,167       | 2,95,387  | Bilaspur    |
| 2      | Chamba         | 6,528       | 3,93,386  | Chamba      |
| 3      | Hamirpur       | 1,118       | 3,69,128  | Hamirpur    |
| 4      | Kangra         | 5,739       | 11,74,072 | Dharamsala  |
| 5      | Kinnaur        | 6,401       | 71,270    | Reckong Peo |
| 6      | Kullu          | 5,503       | 3,02,432  | Kulu        |
| 7      | Lahaul i Spiti | 13,835      | 31,294    | Kyelong     |
| 8      | Mandi          | 3,950       | 7,76,372  | Mandi       |
| 9      | Shimla         | 5,131       | 6,17,404  | Simla       |
| 10     | Sirmoor        | 2,825       | 3,79,695  | Nahan       |
| 11     | Solan          | 1,936       | 3,82,268  | Solan       |
| 12     | Una            | 1,540       | 3,78,269  | Una         |